# ベーゴマ

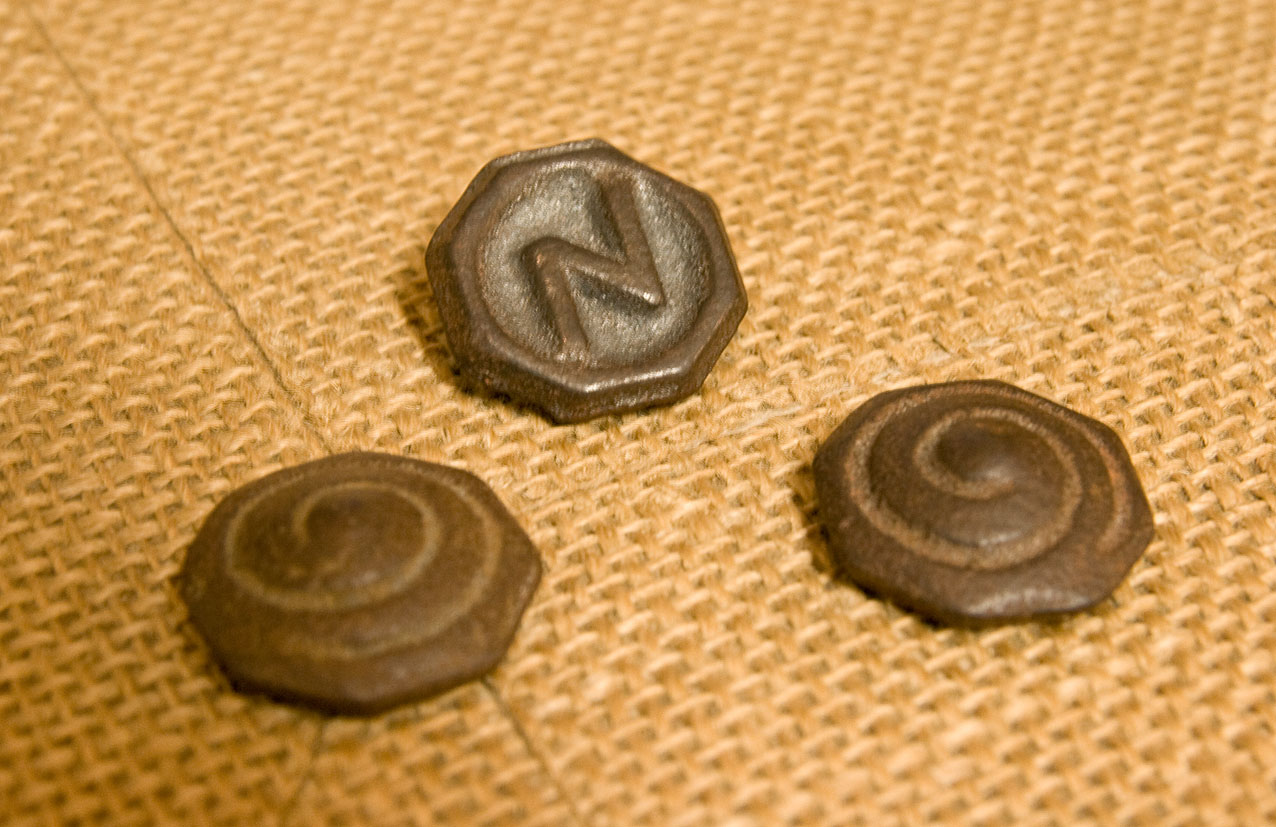
ベーゴマ

ベーゴマ（貝独楽、べいごま、ばいごま）とは、日本発祥の独楽の一種である。大正時代から高度経済成長期にかけて、子供達の間で盛んに用いられていた遊びの一つ。

## 特徴
起源は平安時代に京都の周辺で、バイ貝の殻に砂や粘土を詰めてひもで回したのが始まりといわれている。しかしながら、平安時代から存在した根拠は確認されておらず、その頃の書籍ではベーゴマのことを「ブショウゴマ」と呼んでいたことから、「叩き独楽」と混同された可能性がある。書籍で確認できる最古のものは、1603年の「日葡辞書」の「バイ」の項に、「子どもたちが独楽として使う」と記されており、江戸時代は「ばいまわし」「バイトク」などと呼ばれた。近畿から関東に伝わった際に「バイゴマ」が訛って「ベーゴマ」となったと言われる。形は比較的浅い円錐形で、底にも上面にも軸が飛び出していないことが多く、特に上面はほぼ平らである。後に鋳鉄製のものに取って代わられた。底側には貝を思わせる螺旋の盛り上がった模様が彫られていて、周囲には角張っているものがある。1941年（昭和16年）9月の金属類回収令で鉄のベーゴマも供出されたため、戦中では瀬戸物製が使われており、割れやすかったとされる。
ベーゴマを回転させるには、まず本体にひもを巻き付けて準備をし、次に巻き付けたひもを一気に引いて投げる。ベーゴマは上面に軸が飛び出していないので、通常の投げゴマのように上の軸と下の軸に紐をまず固定する、という巻き方ができない。したがって独特の巻き方が要求される。何通りかの方法が伝えられているが、主な巻き方は紐に二つのコブをつくりベーゴマ本体を一周し、そのコブに巻きつける（女巻きと呼ばれる）。ベーゴマを回転させるための台には、樽の口に布を張ったものなどがよく用いられていた。

## 遊び方

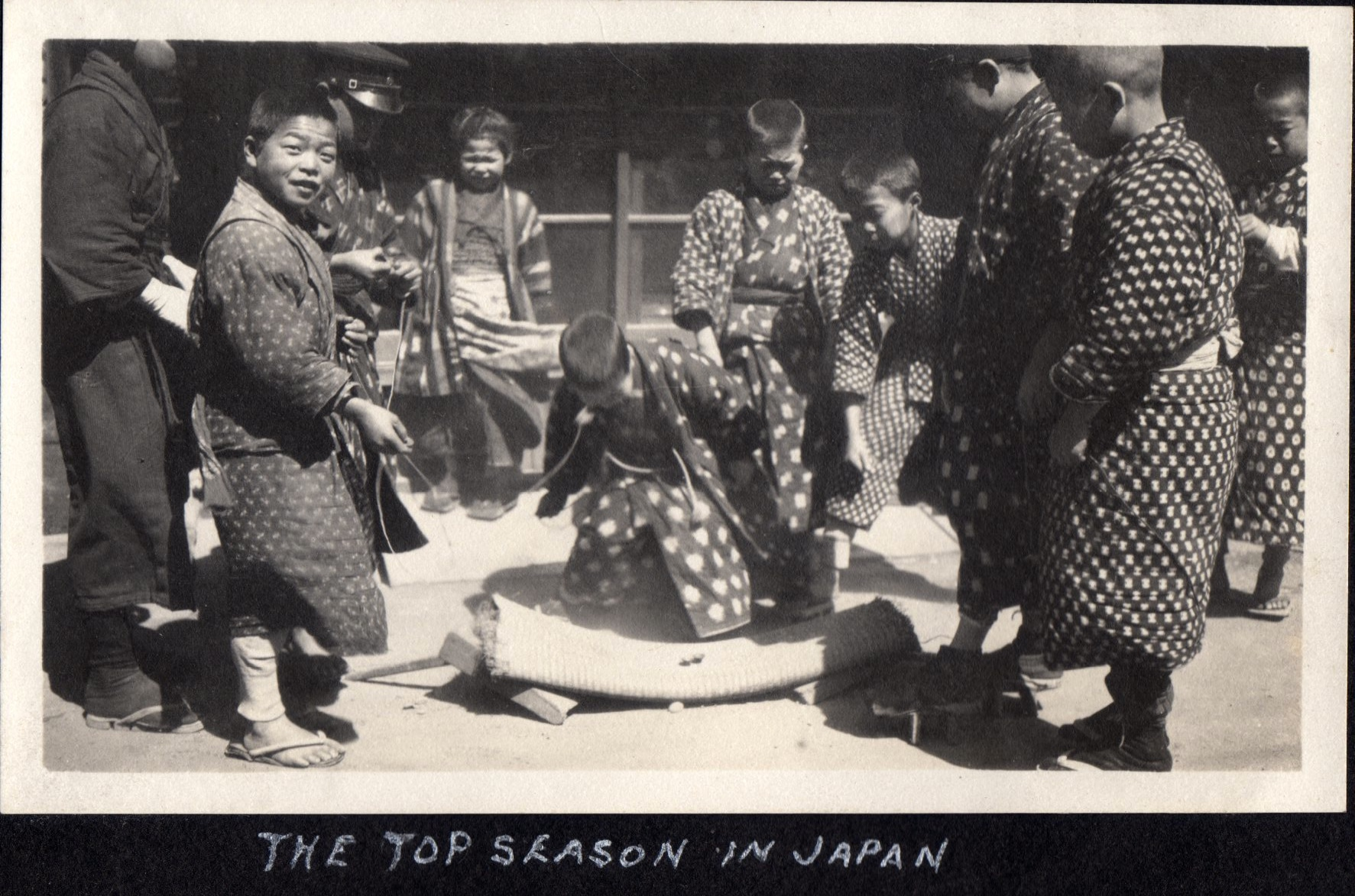
ベーゴマで遊ぶ様子（1914年）

ベーゴマ遊びの一般的なルールは、ゴザを長方形に折って、又はそのまま被せて台の上に置いたり（関西式）、タルやバケツの上にシーツやビニールをやや弛ませて張ったもの（関東式）を遊戯台とし、その中で複数人がベーゴマを回し誰のものが長く回転するか、弾き出されずに留まるかなどを競い合う。さらに、最後まで台の上で回転し続けたベーゴマを回した人が、そのときに競い合ったベーゴマをもらえるというルール（いわゆる本気勝負）もあった。このような「負けたら相手に没収されてしまう」というルールは面子（めんこ）にもあり、ベーゴマ遊びには子供たち同士の賭事のような側面もあった。
現在では、レトロブームの影響で細々と製造が続けられる一方、ベイブレードとして新たな形でも活躍している（過去にもバンダイによる「キャラコバッチ」と言う商品名で復活していたこともある）。

## 改造
ベーゴマは通常の独楽と違い、いわゆる喧嘩独楽のスタイルで遊び、負ければ独楽を相手に取られてしまうというルールが主流であることから、如何に相手の独楽を弾き最後まで回っていられるかが最重要であった。よって全体が鉄の塊であるベーゴマは、購入したものをそのまま使うよりも、勝負に負けないよう改造することが子供達の間で盛んに行われてきた。その基本的な手法として、まわりの余分な部分（ヘソ）を削りバランスをよくすること等が挙げられる。
基本的に強いベーゴマは高さが低く（敵の下へ入り込んで弾くことが出来る）頭が重いもの（衝突の衝撃でバランスを崩しにくい）であったことから、主な改造としては下錐部分にヤスリをかけて全体を低くしたり、模様が入っている上面に溶かしたロウやハンダや鉛を流し込んで重量を増す改造が盛んに行われた。これらの改造は、円錐を削りすぎて軸のバランスを崩してしまったり、流し込んだハンダが偏ったりすると回らなくなったりしたため、とにかく改造の数をこなして腕を磨くことが必要であったが、ベーゴマの改造は当時の子供達はごく普通に行っていた。

## 種類
ペチャ
円錐先端から上面まで1センチに満たない、最も薄いベーゴマである。凹面状をしたリンクの中ではコマ上側面が周囲にぶつかって止まり易く、扱いづらさでは全種類中一番であるが、背の低さのため勝負には強い。上側面も八角形であり攻撃力も高め。ペチャを自在に操れることが往時の男の子のステータスであった。
ペ王（ペ王様）
ペチャを1. 5倍程度大きくしたような大型のベーゴマ。重量が増した分、回しにくさはペチャ以上で、難易度は最も高いコマ。ペチャ同様自在に操れることがステータスであった。
中高（ちゅうだか）
ペチャに次いで背の低いベーゴマ。全高は1センチ強程度で、凹面リンク内でも独楽上側部がギリギリ周囲にぶつからない程度の高さであるため比較的回しやすく、攻撃力のある八角形の上側面と背の低さからホンコ勝負で活躍した（但し軽量なのでそのまま使用すると、背が低いとはいえ負けることも多かったことから、鉛やハンダで増量するなどの改造が必要であった）。
丸六（まるろく）
上面が丸いベーゴマである。円錐先端から上面までが概ね1. 5センチ程度の高さがあり、貝の原型に近い。バランスの良い体型から初心者にも回しやすいベーゴマ。上面の模様がアルファベットであることが多い。持久戦にはもってこい。
角六 （かくろく）
丸六の上側部が六角形（八角形のものも多い）に角張ったスタイルのベーゴマ。丸六の回しやすさに攻撃力を加えたタイプで、ベーゴマ勝負初心者にも扱い易い。丸六同様上面のデザインがアルファベットであることが多い。
高王 （高王様）
丸六を約1. 5倍に大きくした大型のベーゴマ。直径は3. 5センチくらい、円錐先端から上面までの全高は2センチくらいというサイズが標準的で、現行では最も大きいベーゴマである。重量を活かした戦法が得意だが、規格の違いから高王とペ王は同サイズ同士のみでの勝負が行われたことも多い。
バイ（関西）
ベーゴマの一種。八角でおもにメッキのほどこされているもの。四方に小さなくぼみがあるのが特徴。このバイは普通のものとは少し巻き方が違い、四方のくぼみに引っ掛けるようにして、下の中心から巻く（女巻きなどの普通のまきかたでも良い）。さらに、このバイは持久力があり、回しやすいため普通のベーゴマと戦うのではなく、バイ同士で戦うほうが良い。通常より少々値段が張るかもしれない。

## ギャラリー

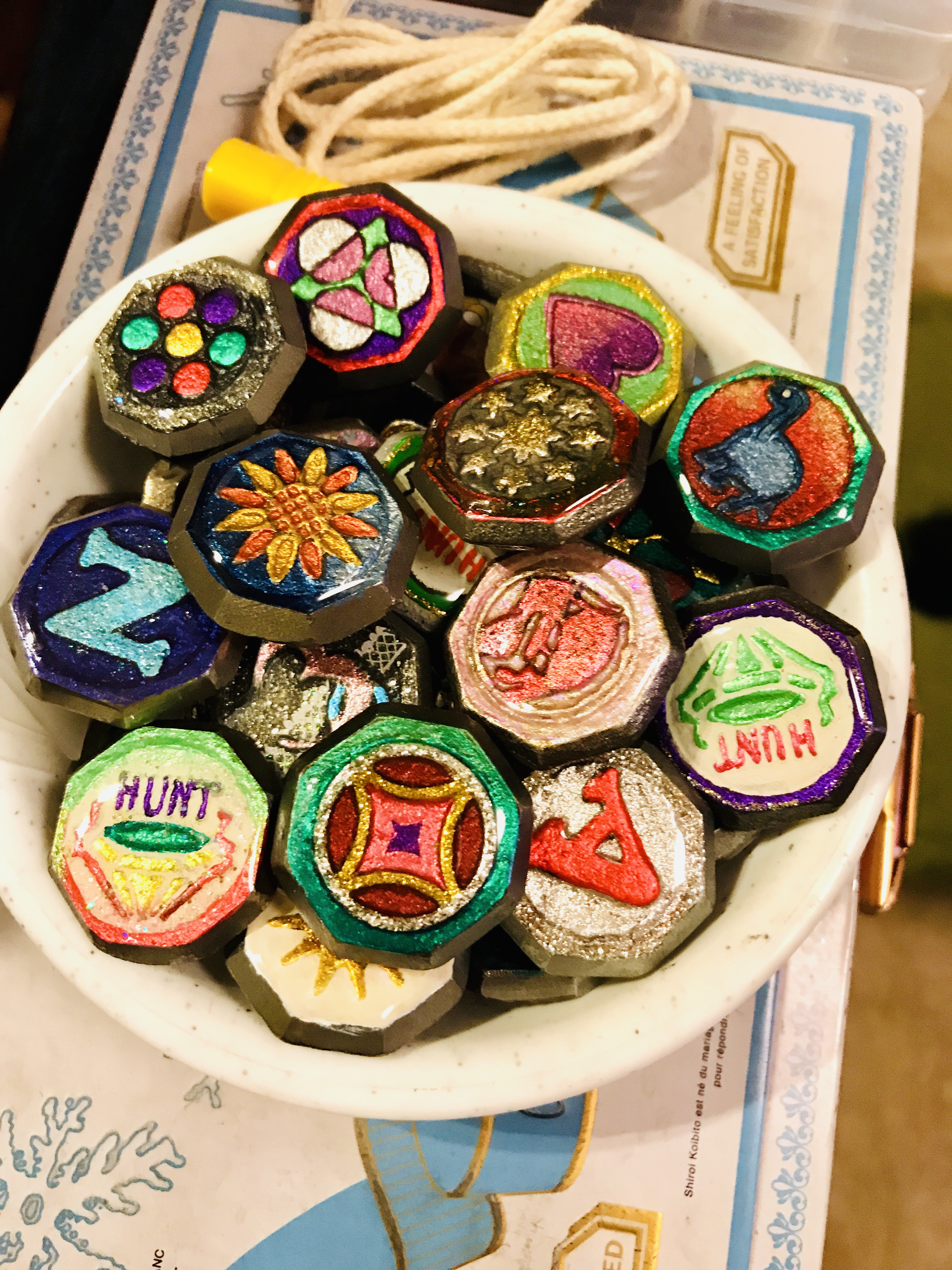
デコレーションしてコーティングを施したベーゴマ （デコベー）
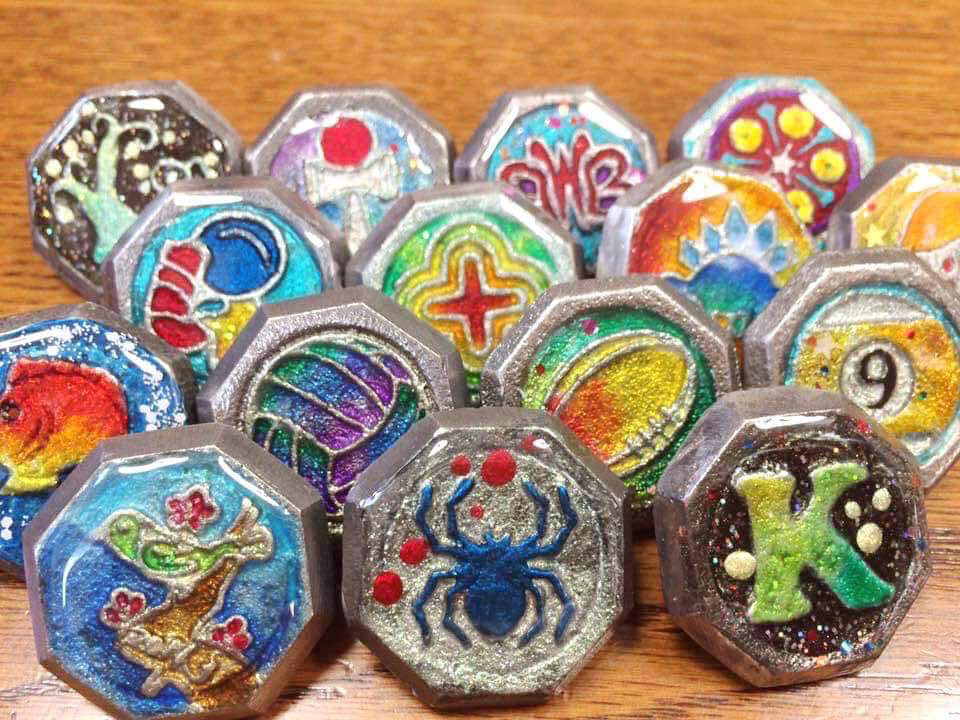
デコレーションしてコーティングを施したベーゴマ
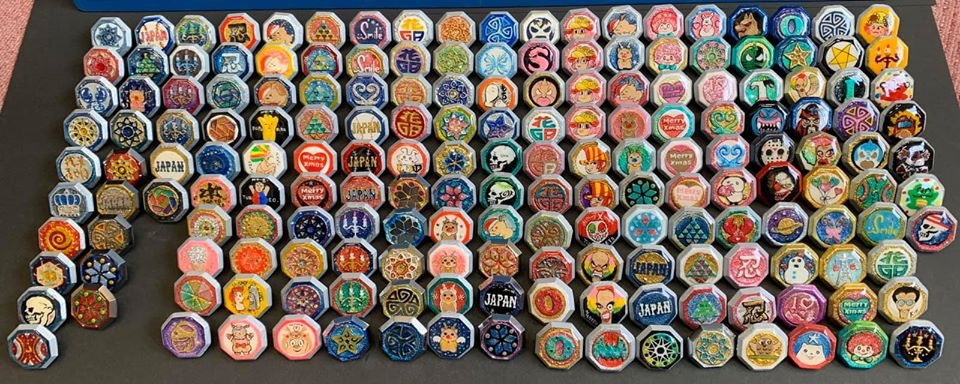
浅草花やしきで配られたデコレーションベーゴマ
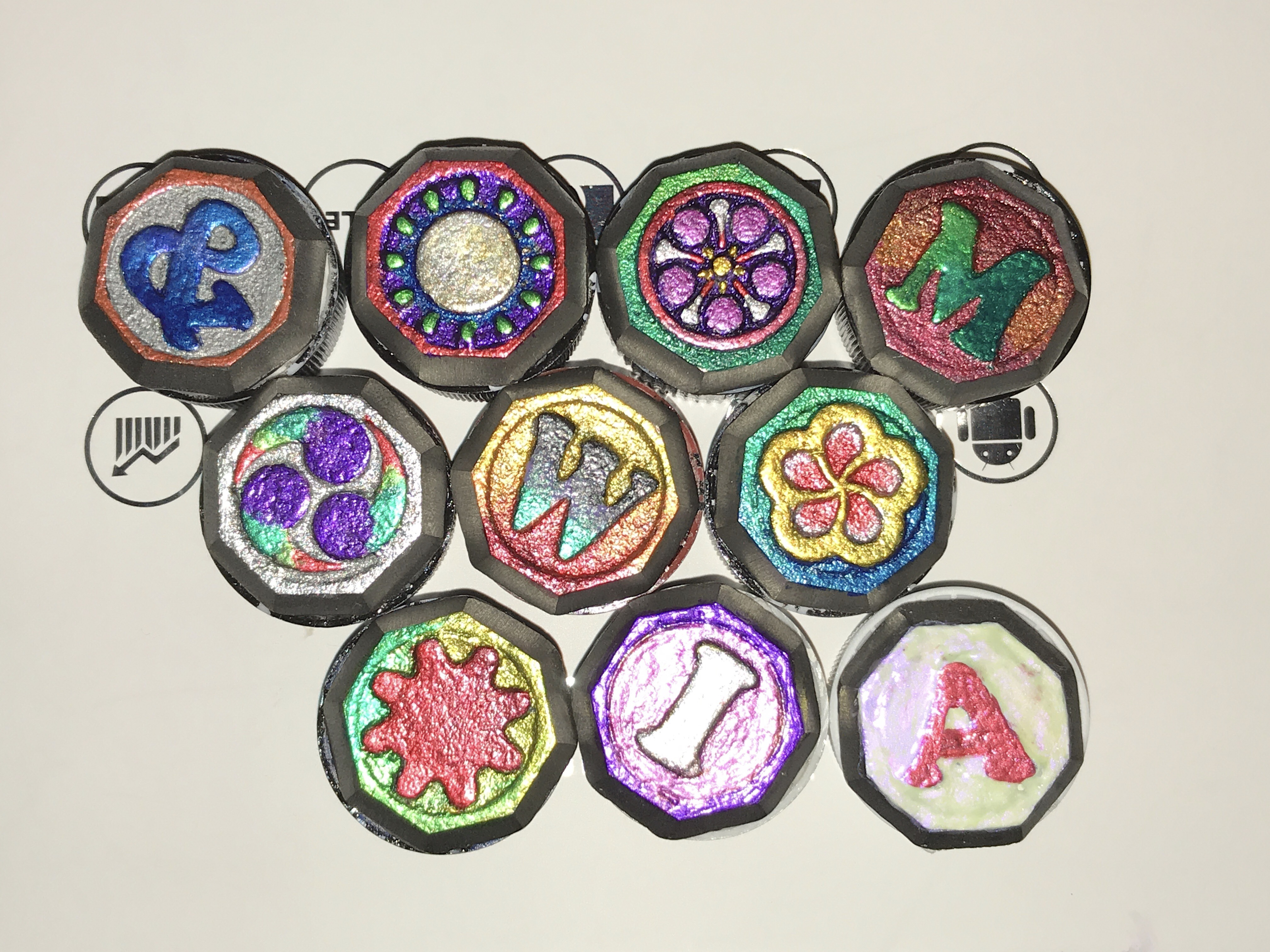
デコレーションしてコーティングを施したベーゴマ
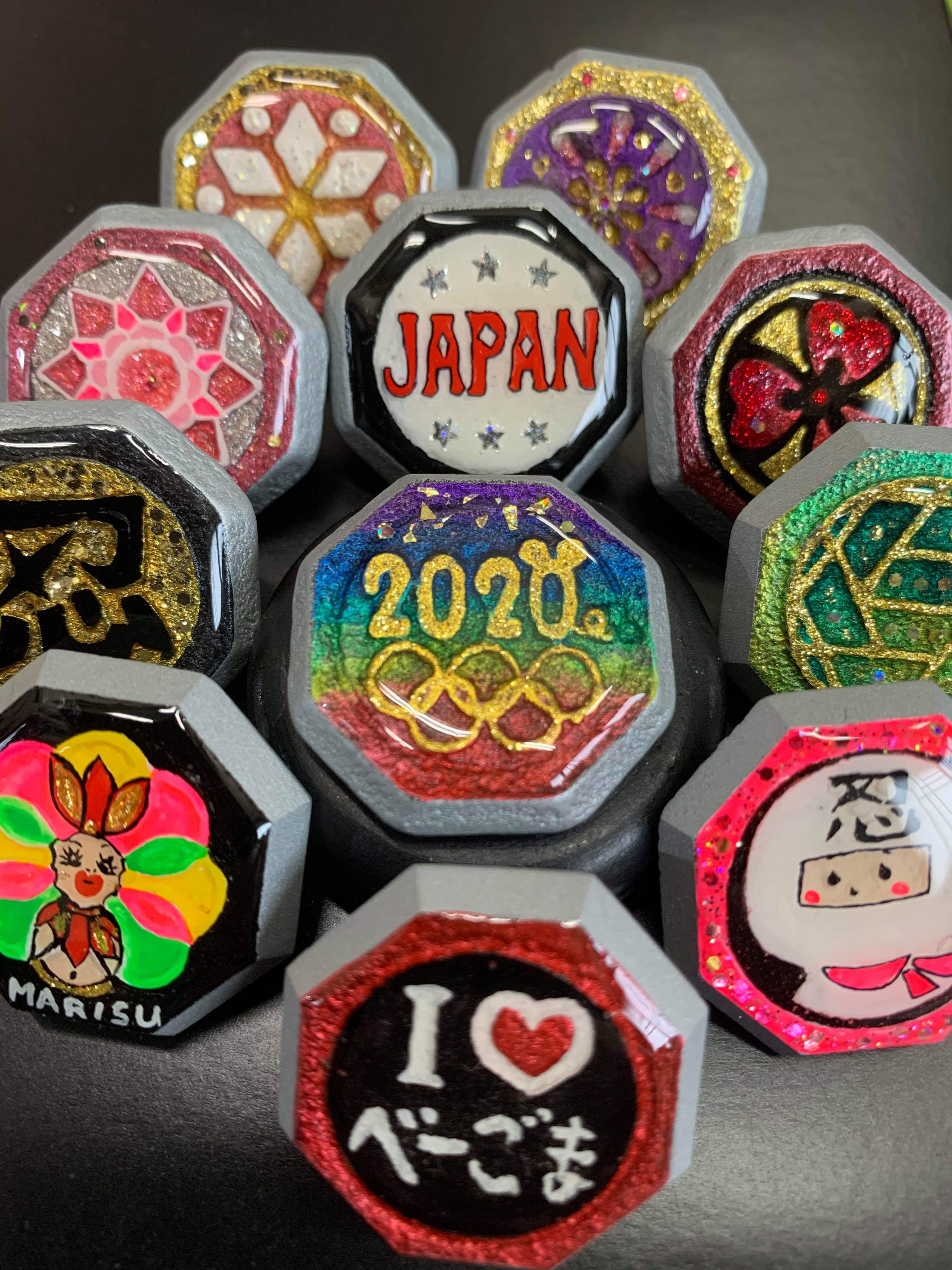
浅草花やしきで配られたデコレーションベーゴマ
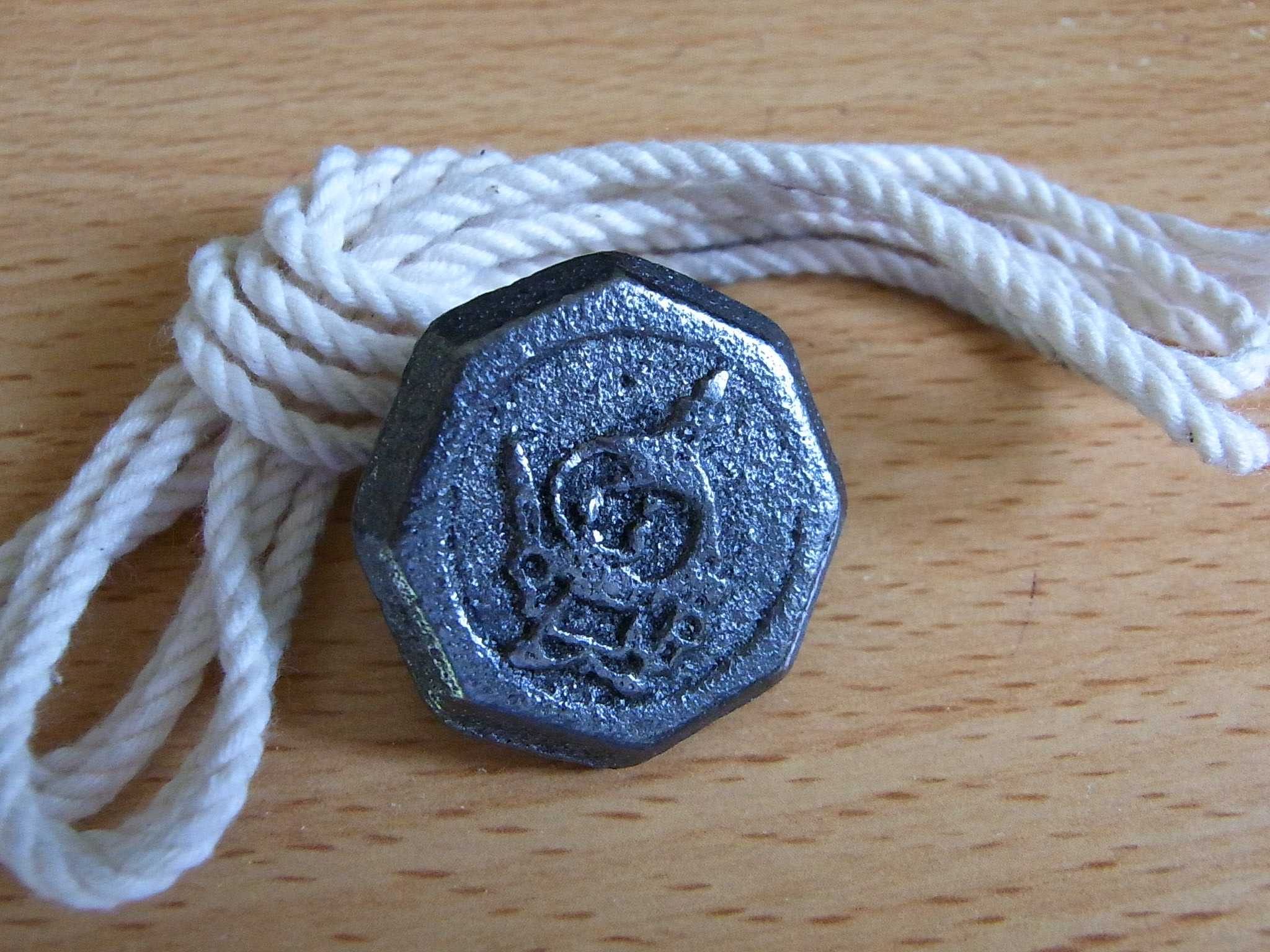
東京ソラマチで入手したベーゴマ（2011年5月31日撮影）